# 276 (szám)
A 276 (kétszázhetvenhat) a 275 és 277 között található természetes szám.

## A matematikában
Háromszögszám. Középpontos ötszögszám. Húszszögszám.
Érinthetetlen szám: nem áll elő pozitív egész számok valódiosztóösszeg-függvényeként.